# Сезар (кинопремия, 2018)
43-я церемония вручения наград премии «Сезар» за заслуги в области французского кинематографа за 2017 год состоялась 2 марта 2018 года в концертном зале Плейель (Париж, Франция). Номинанты были объявлены на пресс-конференции 31 января 2018 года.
Церемония транслировалась в прямом эфире на канале Canal+, её ведущим впервые выступил комик и актёр Маню Пайе. Церемония была посвящена актрисе Жанне Моро, ушедшей из жизни в конце июля 2017 года в возрасте 89 лет.
Почётный «Сезар» был вручён испанской актрисе Пенелопе Крус. Впервые в истории «Сезара» лучшим иностранным фильмом была признана лента на русском языке, им стала  драма Андрея Звягинцева «Нелюбовь».

## Список лауреатов и номинантов
Количество наград/номинаций:
- 6/13: «120 ударов в минуту»
- 5/13: «До свидания там, наверху»
- 0/10: «Праздничный переполох»
- 2/9: «Барбара»
- 3/8: «Мелкий фермер»
- 0/6: «Сырое»
- 0/5: «Молодой Годар»
- 0/4: «Пациенты» / «Обещание на рассвете» / «Хранительницы»
- 1/3: «Блестяще»
- 0/2: «Он и Она» / «Лица, деревни» / «Молодая женщина»
- 1/1: «Большой злой лис и другие сказки» / «Pépé le Morse» / «Я вам не негр» / «Les Bigorneaux» / «Нелюбовь»

### Основные категории
• Победители выделены отдельным цветом. 
| Категории                                  | Лауреаты и номинанты                                                                                                   | Лауреаты и номинанты                                                                                                   | Лауреаты и номинанты                                                                                                   |
| ------------------------------------------ | --- | --- | --- |
| Лучший фильм                               | • 120 ударов в минуту / 120 battements par minute (режиссёр: Робен Кампийо)                                            | • 120 ударов в минуту / 120 battements par minute (режиссёр: Робен Кампийо)                                            | • 120 ударов в минуту / 120 battements par minute (режиссёр: Робен Кампийо)                                            |
| Лучший фильм                               | • До свидания там, наверху / Au revoir là-haut (режиссёр: Альбер Дюпонтель)                                            | | |
| Лучший фильм                               | • Барбара / Barbara (режиссёр: Матьё Амальрик)                                                                         | | |
| Лучший фильм                               | • Блестяще / Le Brio (режиссёр: Иван Атталь)                                                                           | | |
| Лучший фильм                               | • Пациенты / Patients (режиссёры: Grand Corps Malade, Мехди Идир)                                                      | | |
| Лучший фильм                               | • Мелкий фермер / Petit Paysan (режиссёр: Юбер Шарюэль)                                                                | | |
| Лучший фильм                               | • Праздничный переполох / Le Sens de la fête (режиссёры: Эрик Толедано и Оливье Накаш)                                 | | |
| Лучшая режиссура                           | | • Альбер Дюпонтель — «До свидания там, наверху»                                                                        | • Альбер Дюпонтель — «До свидания там, наверху»                                                                        |
| Лучшая режиссура                           | • Робен Кампийо — «120 ударов в минуту»                                                                                | | |
| Лучшая режиссура                           | • Матьё Амальрик — «Барбара»                                                                                           | | |
| Лучшая режиссура                           | • Жюлия Дюкурно — «Сырое»                                                                                              | | |
| Лучшая режиссура                           | • Юбер Шарюэль — «Мелкий фермер»                                                                                       | | |
| Лучшая режиссура                           | • Мишель Хазанавичус — «Молодой Годар»                                                                                 | | |
| Лучшая режиссура                           | • Эрик Толедано, Оливье Накаш — «Праздничный переполох»                                                                | | |
| Лучший актёр                               | | • Сванн Арло — «Мелкий фермер» (за роль Пьера Шаванжа)                                                                 | • Сванн Арло — «Мелкий фермер» (за роль Пьера Шаванжа)                                                                 |
| Лучший актёр                               | • Даниэль Отёй — «Блестяще» (за роль Пьера Мазара)                                                                     | | |
| Лучший актёр                               | • Жан-Пьер Бакри — «Праздничный переполох» (за роль Макса Анжели)                                                      | | |
| Лучший актёр                               | • Гийом Кане — «Вечно молодой» (за роль Гийома Кане)                                                                   | | |
| Лучший актёр                               | • Альбер Дюпонтель — «До свидания там, наверху» (за роль Альбера Майяра)                                               | | |
| Лучший актёр                               | • Луи Гаррель — «Молодой Годар» (за роль Жана-Люка Годара)                                                             | | |
| Лучший актёр                               | • Реда Катеб — «Джанго» (за роль Джанго Рейнхардта)                                                                    | | |
| Лучшая актриса                             | | • Жанна Балибар — «Барбара» (за роль Брижит / Барбары)                                                                 | • Жанна Балибар — «Барбара» (за роль Брижит / Барбары)                                                                 |
| Лучшая актриса                             | • Жюльет Бинош — «Впусти солнце» (за роль Изабель)                                                                     | | |
| Лучшая актриса                             | • Эмманюэль Девос — «Первый номер» (за роль Эмманюэль Блаше)                                                           | | |
| Лучшая актриса                             | • Марина Фоис — «Мастерская» (за роль Оливии Дежазе)                                                                   | | |
| Лучшая актриса                             | • Шарлотта Генсбур — «Обещание на рассвете» (за роль Мины Кацев)                                                       | | |
| Лучшая актриса                             | • Дория Тилье — «Он и Она» (за роль Сары Адельман)                                                                     | | |
| Лучшая актриса                             | • Карин Виар — «Ревнивая» (за роль Натали Пешо)                                                                        | | |
| Лучший актёр второго плана                 | | • Антуан Рейнартц — «120 ударов в минуту» (за роль Тибо)                                                               | • Антуан Рейнартц — «120 ударов в минуту» (за роль Тибо)                                                               |
| Лучший актёр второго плана                 | • Нильс Ареструп — «До свидания там, наверху» (за роль Марселя Перикура)                                               | | |
| Лучший актёр второго плана                 | • Лоран Лафит — «До свидания там, наверху» (за роль Анри д’Ольней-Праделя)                                             | | |
| Лучший актёр второго плана                 | • Жиль Лелуш — «Праздничный переполох» (за роль Джеймса)                                                               | | |
| Лучший актёр второго плана                 | • Венсан Макен — «Праздничный переполох» (за роль Жюльена)                                                             | | |
| Лучшая актриса второго плана               | | • Сара Жиродо — «Мелкий фермер» (за роль Паскаль Шаванж)                                                               | • Сара Жиродо — «Мелкий фермер» (за роль Паскаль Шаванж)                                                               |
| Лучшая актриса второго плана               | • Лор Калами (фр.) — «Ава» (за роль Мод)                                                                               | | |
| Лучшая актриса второго плана               | • Анаис Демустье — «Вилла» (за роль Беранжер)                                                                          | | |
| Лучшая актриса второго плана               | • Адель Энель — «120 ударов в минуту» (за роль Софи)                                                                   | | |
| Лучшая актриса второго плана               | • Мелани Тьерри — «До свидания там, наверху» (за роль Полин)                                                           | | |
| Самый многообещающий актёр                 | | • Науэль Перес Бискаярт — «120 ударов в минуту» (за роль Шона Дальмазо)                                                | • Науэль Перес Бискаярт — «120 ударов в минуту» (за роль Шона Дальмазо)                                                |
| Самый многообещающий актёр                 | • Бенжамен Лаверн — «Праздничный переполох»                                                                            | | |
| Самый многообещающий актёр                 | • Финнегэн Олдфилд — «Марвин, или прекрасное воспитание»                                                               | | |
| Самый многообещающий актёр                 | • Пабло Поли — «Пациенты»                                                                                              | | |
| Самый многообещающий актёр                 | • Арно Валуа — «120 ударов в минуту» (за роль Натана)                                                                  | | |
| Самая многообещающая актриса               | | • Камелия Жордана — «Блестяще»                                                                                         | • Камелия Жордана — «Блестяще»                                                                                         |
| Самая многообещающая актриса               | • Ирис Бри — «Хранительницы»                                                                                           | | |
| Самая многообещающая актриса               | • Летиция Дош — «Молодая женщина»                                                                                      | | |
| Самая многообещающая актриса               | • Эй Айдара — «Праздничный переполох»                                                                                  | | |
| Самая многообещающая актриса               | • Гаранс Марилье — «Сырое»                                                                                             | | |
| Лучший оригинальный сценарий               | | • Робен Кампийо — «120 ударов в минуту»                                                                                | • Робен Кампийо — «120 ударов в минуту»                                                                                |
| Лучший оригинальный сценарий               | • Матьё Амальрик, Филипп Ди Фолько (фр.) — «Барбара»                                                                   | | |
| Лучший оригинальный сценарий               | • Жюлия Дюкурно — «Сырое»                                                                                              | | |
| Лучший оригинальный сценарий               | • Клод Ле Пап, Юбер Шарюэль — «Мелкий фермер»                                                                          | | |
| Лучший оригинальный сценарий               | • Эрик Толедано, Оливье Накаш — «Праздничный переполох»                                                                | | |
| Лучший адаптированный сценарий             | | • Альбер Дюпонтель, Пьер Леметр — «До свидания там, наверху»                                                           | |
| Лучший адаптированный сценарий             | • Ксавье Бовуа, Фредерик Моро, Мари-Жюли Майе — «Хранительницы»                                                        | | |
| Лучший адаптированный сценарий             | • Grand Corps Malade, Фадетт Друар — «Пациенты»                                                                        | | |
| Лучший адаптированный сценарий             | • Эрик Барбье (фр.), Мари Эйнар — «Обещание на рассвете»                                                               | | |
| Лучший адаптированный сценарий             | • Мишель Хазанавичус — «Молодой Годар»                                                                                 | | |
| Лучшая музыка к фильму                     | | • Арно Реботини (фр.) — «120 ударов в минуту»                                                                          | • Арно Реботини (фр.) — «120 ударов в минуту»                                                                          |
| Лучшая музыка к фильму                     | • Кристоф Жюльен — «До свидания там, наверху»                                                                          | | |
| Лучшая музыка к фильму                     | • Джим Уильямс (англ.) — «Сырое»                                                                                       | | |
| Лучшая музыка к фильму                     | • Myd — «Мелкий фермер»                                                                                                | | |
| Лучшая музыка к фильму                     | • Матье Шедид — «Лица, деревни»                                                                                        | | |
| Лучший монтаж                              | | • Робен Кампийо — «120 ударов в минуту»                                                                                | • Робен Кампийо — «120 ударов в минуту»                                                                                |
| Лучший монтаж                              | • Кристоф Пинель (фр.) — «До свидания там, наверху»                                                                    | | |
| Лучший монтаж                              | • Франсуа Жедижье — «Барбара»                                                                                          | | |
| Лучший монтаж                              | • Жюли Лена, Лилиан Корбей, Грегуар Понтекай — «Мелкий фермер»                                                         | | |
| Лучший монтаж                              | • Дориан Ригаль-Ансу — «Праздничный переполох»                                                                         | | |
| Лучшая работа оператора                    | • Венсен Матиа (фр.) — «До свидания там, наверху»                                                                      | • Венсен Матиа (фр.) — «До свидания там, наверху»                                                                      | • Венсен Матиа (фр.) — «До свидания там, наверху»                                                                      |
| Лучшая работа оператора                    | • Жанна Лапуари — «120 ударов в минуту»                                                                                | | |
| Лучшая работа оператора                    | • Кристоф Бокарн — «Барбара»                                                                                           | | |
| Лучшая работа оператора                    | • Каролина Шанпетье — «Хранительницы»                                                                                  | | |
| Лучшая работа оператора                    | • Гийом Шиффман — «Молодой Годар»                                                                                      | | |
| Лучшие декорации                           | • Пьер Кеффелеан (фр.) — «До свидания там, наверху»                                                                    | • Пьер Кеффелеан (фр.) — «До свидания там, наверху»                                                                    | • Пьер Кеффелеан (фр.) — «До свидания там, наверху»                                                                    |
| Лучшие декорации                           | • Эмманюэль Дюпле — «120 ударов в минуту»                                                                              | | |
| Лучшие декорации                           | • Лоран Бод — «Барбара»                                                                                                | | |
| Лучшие декорации                           | • Пьер Ренсон — «Обещание на рассвете»                                                                                 | | |
| Лучшие декорации                           | • Кристиан Марти — «Молодой Годар»                                                                                     | | |
| Лучшие костюмы                             | • Мими Лемпика (фр.) — «До свидания там, наверху»                                                                      | • Мими Лемпика (фр.) — «До свидания там, наверху»                                                                      | • Мими Лемпика (фр.) — «До свидания там, наверху»                                                                      |
| Лучшие костюмы                             | • Изабель Паннетье — «120 ударов в минуту»                                                                             | | |
| Лучшие костюмы                             | • Паскалин Шаванн — «Барбара»                                                                                          | | |
| Лучшие костюмы                             | • Анаис Роман (фр.) — «Хранительницы»                                                                                  | | |
| Лучшие костюмы                             | • Катрин Бушар — «Обещание на рассвете»                                                                                | | |
| Лучший звук                                | • Оливье Мовезен, Николя Моро, Стефан Тибо — «Барбара»                                                                 | • Оливье Мовезен, Николя Моро, Стефан Тибо — «Барбара»                                                                 | • Оливье Мовезен, Николя Моро, Стефан Тибо — «Барбара»                                                                 |
| Лучший звук                                | • Жюльен Сикар, Валери Делоф, Жан-Пьер Лафорс — «120 ударов в минуту»                                                  | | |
| Лучший звук                                | • Жан Минондо, Гюрваль Коик-Галлас, Сирил Хольц, Дамьен Лаццерини — «До свидания там, наверху»                         | | |
| Лучший звук                                | • Матье Декан, Северен Фаврио, Стефан Тьебо — «Сырое»                                                                  | | |
| Лучший звук                                | • Паскаль Арман, Селим Аззази, Жан-Поль Юрье — «Праздничный переполох»                                                 | | |
| Лучший дебютный фильм                      | • Мелкий фермер / Petit Paysan (реж.: Юбер Шарюэль)                                                                    | • Мелкий фермер / Petit Paysan (реж.: Юбер Шарюэль)                                                                    | • Мелкий фермер / Petit Paysan (реж.: Юбер Шарюэль)                                                                    |
| Лучший дебютный фильм                      | • Сырое / Grave (реж. Жюлия Дюкурно)                                                                                   | | |
| Лучший дебютный фильм                      | • Молодая женщина / Jeune Femme (реж. Леонор Серрай)                                                                   | | |
| Лучший дебютный фильм                      | • Он и Она / Monsieur et Madame Adelman (реж. Николя Бедос)                                                            | | |
| Лучший дебютный фильм                      | • Пациенты / Patients (реж. Grand Corps Malade, Мехди Идир)                                                            | | |
| Лучший полнометражный анимационный фильм   | • Большой злой лис и другие сказки / Le Grand Méchant Renard et autres contes... (реж. Бенджамин Реннер, Патрик Имбер) | • Большой злой лис и другие сказки / Le Grand Méchant Renard et autres contes... (реж. Бенджамин Реннер, Патрик Имбер) | • Большой злой лис и другие сказки / Le Grand Méchant Renard et autres contes... (реж. Бенджамин Реннер, Патрик Имбер) |
| Лучший полнометражный анимационный фильм   | • Сахара / Sahara (реж. Пьер Коре)                                                                                     | | |
| Лучший полнометражный анимационный фильм   | • Зомбиллениум / Zombillénium (реж. Артюр де Пенс и Алекси Дюкор)                                                      | | |
| Лучший короткометражный анимационный фильм | • Pépé le Morse (реж. Люкрес Андреа)                                                                                   | • Pépé le Morse (реж. Люкрес Андреа)                                                                                   | • Pépé le Morse (реж. Люкрес Андреа)                                                                                   |
| Лучший короткометражный анимационный фильм | • Le Futur sera chauve (реж. Поль Кабон)                                                                               | | |
| Лучший короткометражный анимационный фильм | • I Want Pluto To Be A Planet Again (реж. Мари Амашукели, Владимир Мавуния-Кука)                                       | | |
| Лучший короткометражный анимационный фильм | • Le Jardin de minuit (реж. Бенуа Шьё)                                                                                 | | |
| Лучший документальный фильм                | • Я вам не негр / I Am Not Your Negro (реж. Рауль Пек)                                                                 | • Я вам не негр / I Am Not Your Negro (реж. Рауль Пек)                                                                 | • Я вам не негр / I Am Not Your Negro (реж. Рауль Пек)                                                                 |
| Лучший документальный фильм                | • 12 дней / 12 jours (реж. Раймон Депардон)                                                                            | | |
| Лучший документальный фильм                | • À voix haute : La Force de la parole (реж. Стефан де Фрейтас, Ладж Ли)                                               | | |
| Лучший документальный фильм                | • Сюжет 35 / Carré 35 (реж. Эрик Каравака)                                                                             | | |
| Лучший документальный фильм                | • Лица, деревни / Visages, villages (реж. Аньес Варда, JR)                                                             | | |
| Лучший короткометражный фильм              | • Les Bigorneaux (реж. Элис Виаль)                                                                                     | • Les Bigorneaux (реж. Элис Виаль)                                                                                     | • Les Bigorneaux (реж. Элис Виаль)                                                                                     |
| Лучший короткометражный фильм              | • Le Bleu, blanc rouge de mes cheveux (реж. Жоза Анжембе)                                                              | | |
| Лучший короткометражный фильм              | • Debout Kinshasa ! (реж. Себастьен Мэтр)                                                                              | | |
| Лучший короткометражный фильм              | • Marlon (реж. Джессика Палю)                                                                                          | | |
| Лучший короткометражный фильм              | • Les Misérables (реж. Ладж Ли)                                                                                        | | |
| Лучший иностранный фильм                   | • Нелюбовь (Россия, Бельгия, Германия, Франция), реж. Андрей Звягинцев                                                 | • Нелюбовь (Россия, Бельгия, Германия, Франция), реж. Андрей Звягинцев                                                 | • Нелюбовь (Россия, Бельгия, Германия, Франция), реж. Андрей Звягинцев                                                 |
| Лучший иностранный фильм                   | • Случай в отеле «Нил Хилтон» / The Nile Hilton Incident (Швеция, Дания, Германия), реж. Тарик Салех                   | | |
| Лучший иностранный фильм                   | • Дюнкерк / Dunkirk (США, Великобритания, Нидерланды), реж. Кристофер Нолан                                            | | |
| Лучший иностранный фильм                   | • Обмен принцессами / L'Échange des princesses (Бельгия, Франция), реж. Марк Дюген                                     | | |
| Лучший иностранный фильм                   | • Ла-Ла Ленд / La La Land (США), реж. Дэмьен Шазелл                                                                    | | |
| Лучший иностранный фильм                   | • Свадьба / Noces (Бельгия, Люксембург, Пакистан), реж. Стефан Стрекер                                                 | | |
| Лучший иностранный фильм                   | • Квадрат / The Square (Швеция, Германия, Франция), реж. Рубен Эстлунд                                                 | | |

## Специальные награды
| Почётный «Сезар» |  | • Пенелопа Крус                         |
| César du Public  |  | • «Возьми меня штурмом» — реж. Дани Бун |